# AEC Swift
Der AEC Swift ist der Name einer Omnibus-Baureihe des britischen Herstellers AEC in Southall, West London, England. Das Modell wurde zwischen 1964 und 1974 hergestellt. Das Fahrgestell verfügte über einen Heckmotor und wies große Ähnlichkeit zum im gleichen Konzern hergestellten Leyland Panther auf. Es war in Längen von 10 und 11 m erhältlich. Ausgerüstet wurde es mit Dieselmotoren vom Typ AEC AH505 oder AH691 unterflur im Heck. Die Aufbauten (Karosserien) für die Busse wurden von verschiedenen Aufbauherstellern wie Marshall, Metro Cammell Weymann (MCV), Park Royal Vehicles (PRV), Willowbrook oder Strachan hergestellt.
Der Swift war für einen Einsatz als Einmannwagen (nur mit Fahrer, ohne Schaffner) ausgelegt. Damit konnten Personalkosten eingespart werden. Der Bus erwies sich damit als Alternative zu den klassischen Doppeldeckerbussen wie dem Routemaster oder dem Bristol Lodekka, da in Großbritannien bis zum Ende der 1960er Jahre der Einsatz von Schaffnern in Doppeldeckerbussen gesetzlich vorgeschrieben war.

## Einsatz in London
Die zahlenmäßig größte Flotte von AEC Swifts wurde vom London Transport Board (LTB) bzw. ab 1970 von den Nachfolgeunternehmen London Transport Executive (LTE) und London Country Bus Services (LCBS) eingesetzt. An beide Betreiber wurden zwischen 1966 und 1972 zusammen über 1500 Busse geliefert. Die Aufbauten für die ersten 15, ab Februar 1966 gelieferten 11-m-Busse kamen von Strachan, die späteren mit etwas anderen Karosserien von Metro Cammell Weymann (MB, MBA, MBS; 1967–1969), Marshall (SM; 1969/1970) und Park Royal Vehicles (SMD, SMS; 1970–1972).

Die 11-m-Variante wurde in London als Merlin bezeichnet und mit den Codes MB (nur eine Doppeltür vorn), MBS (Doppeltüren vorn und in der Mitte) und MBA (zweitürig mit großem Stehplatzbereich zwischen den Achsen für die Red-Arrow-Expresslinien in London) geführt. Einige zunächst vom LTB in den Londoner Außenbereichen eingesetzte SM in grüner Farbgebung kamen am 1. Januar 1970 zu den ausgegliederten, zur staatlichen National Bus Company (NBC) gehörenden, London Country Bus Services Ltd. (LCBS).

Die kürzere 10-m-Ausführung wurde auch in London als Swift bezeichnet. Die Ausführungen SM (Vorortbus, eintürig) und SMS (zweitürig) wurden ursprünglich in roter bzw. dunkelgrüner Farbgebung vom London Transport Board (LTB) eingesetzt, einige zunächst vom London Transport Board bestellte SM kamen jedoch in grüner Farbgebung bei den London Country Bus Services (LCBS) in den Vororten zum Einsatz. Das London Transport Board versah einige SMS mit mehr Sitzen und legte die mittlere Tür still. Diese Ausführung wurde als SMD bezeichnet, die Busse behielten jedoch die ursprüngliche Flottennummer bei.
Weder London Transport (LTE) noch London Country Bus Services (LCBS) waren mit diesen „Bussen von der Stange“ zufrieden. Die Ersatzteilversorgung war äußerst schlecht, so dass zahlreiche Busse betriebsunfähig abgestellt werden mussten. Die ersten Exemplare wurden schon 1973, nach nur sechs Jahren, ausgesondert und verkauft. Die letzten Swifts wurden bis 1982 abgestellt und verkauft, die meisten zum Verschrotten. In den 2000er Jahren befanden sich noch einige Busse dieses Typs im ÖPNV auf der Insel Malta im Einsatz.
British Airways nutzte eine spezielle Variante mit einer offenen Einstiegsplattform vorn neben der Fahrerkabine. Dieses Fahrzeug war ursprünglich für den Flughafen in Bangladesch konstruiert worden, um während des Monsuns einen trockenen Übergang der Passagiere zwischen dem Zubringerbus und der überdachten Gangway zu ermöglichen, wurde aber nicht nach Bangladesch ausgeliefert und kam stattdessen auf dem Flughafen Heathrow zum Einsatz.

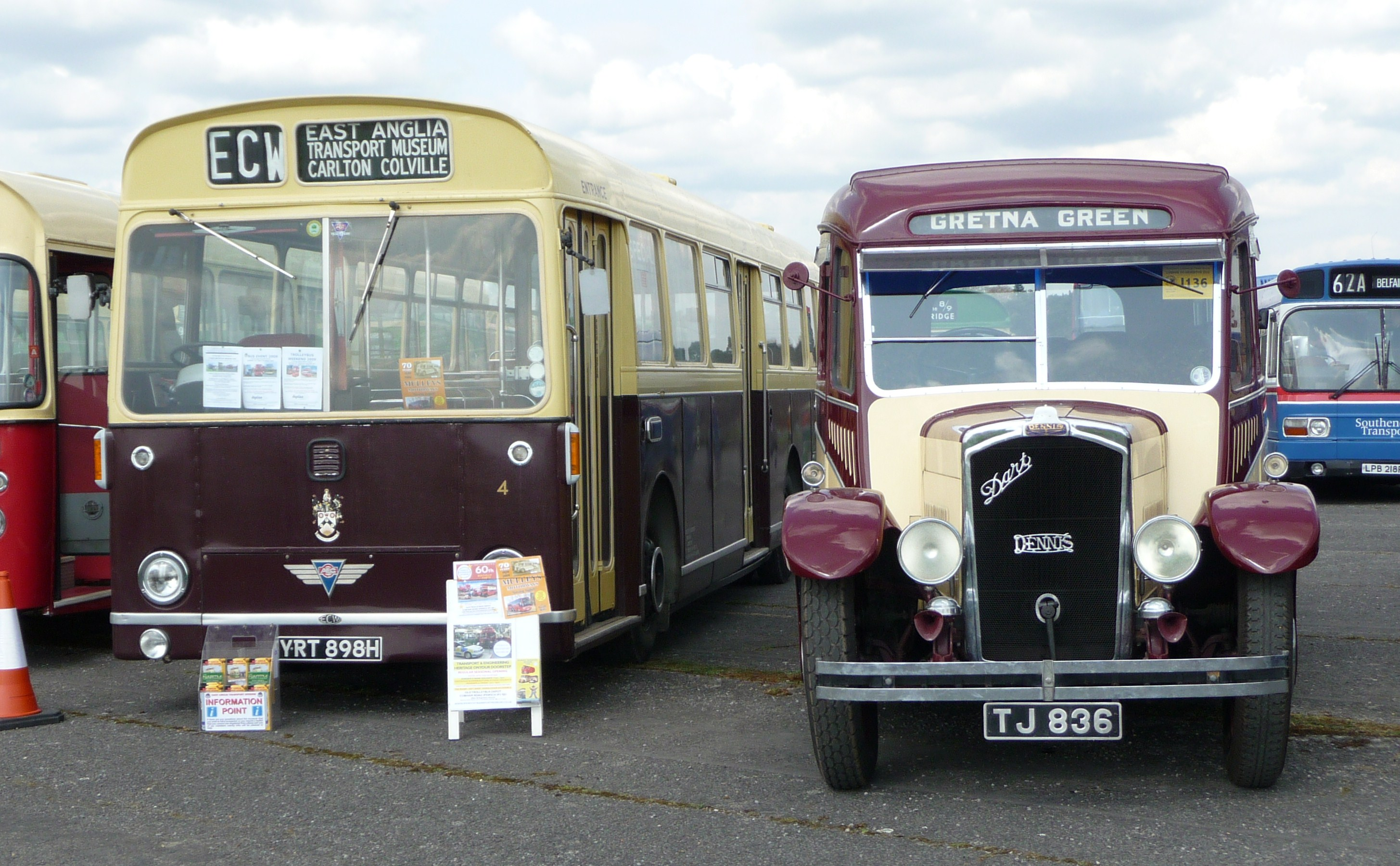
AEC Swift (links)
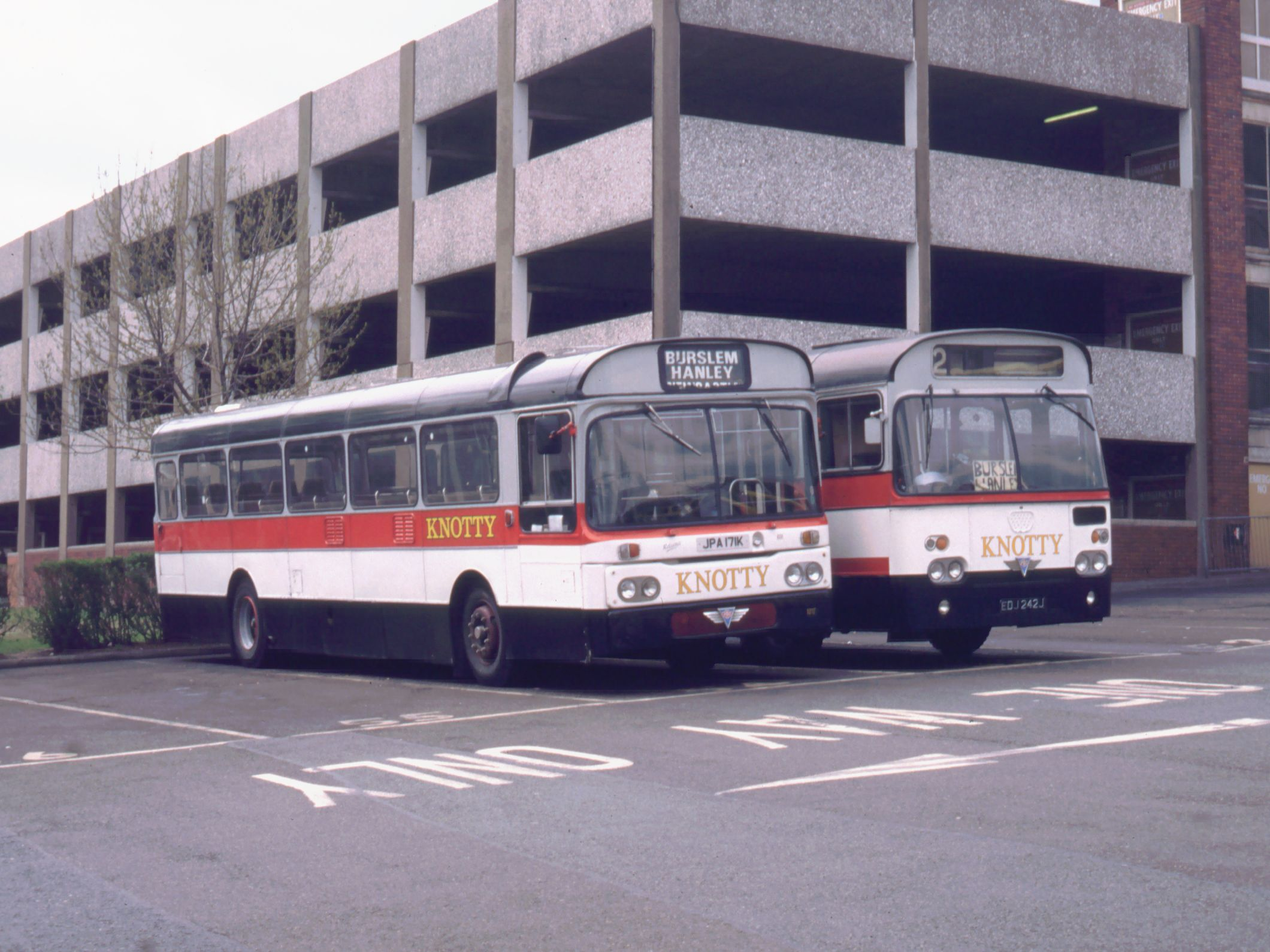
AEC Swift (rechts), Aufbau Marshal
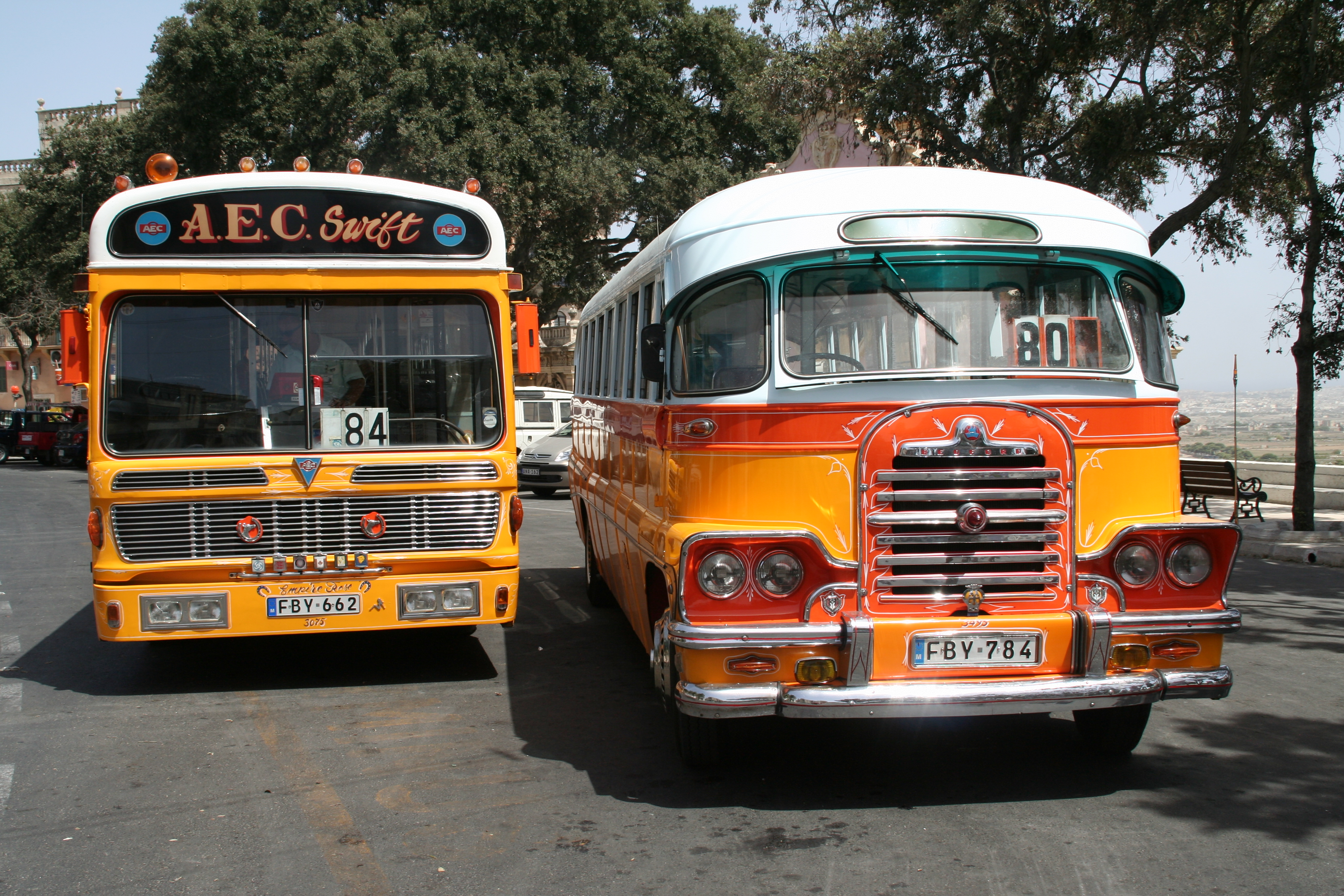
AEC Swift (links), Malta 2007
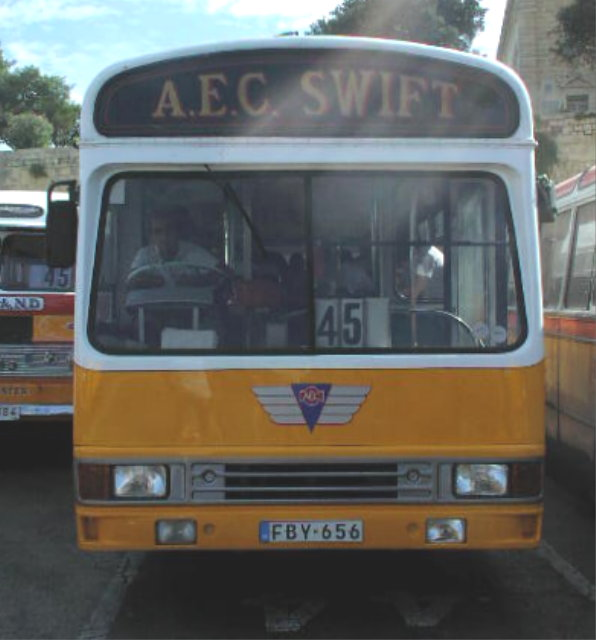
AEC Swift, Aufbau ursprünglich Park Royal, Malta 2006